# 帕特森 (阿肯色州)
帕特森（英語：Patterson）是一個位於美國阿肯色州伍德拉夫縣的城市。

## 地理
帕特森的座標為35°15′28″N 91°14′03″W / 35.25778°N 91.23417°W，而該地的平均海拔高度為61米（即200英尺）。

## 人口
根據2020年美國人口普查的數據，帕特森的面積為2.93平方千米，皆為陸地。當地共有人口310人，而人口密度為每平方千米105人。